# 菅原未紗
菅原 未紗（すがわら みさ、1988年5月25日 - ）は、山形県出身の元女子サッカー選手。ポジションはゴールキーパー。

## 来歴
聖和学園高校、吉備国際大学でプレーした。
吉備国際大学に所属していた2008年10月、11月にチリで行われるU-20女子ワールドカップに臨むU-20日本代表に選出された。準々決勝を含む2試合に出場し、チームはベスト8だった。
また、2009年夏季ユニバーシアードの日本代表に選出された。全6試合にフル出場し、準優勝だった。
大学卒業後の2011年からは岡山県高梁日新高校で7年間にわたりGKコーチを務めた。2018年にマイナビベガルタ仙台レディースのジュニアユースのGKコーチとなり、トップチームに選手登録もされた。

## 代表歴
- U-20日本代表
  - 2008 FIFA U-20女子ワールドカップ; ベスト8（2試合出場）
- ユニバーシアード日本代表
  - 2009年夏季ユニバーシアード; 準優勝（6試合出場）